# 加藤芳一
加藤 芳一（かとう よしかず、1953年10月1日 - 1995年10月20日）はライター、放送作家、演出家、インタビュアー。東京銀座出身。日本大学藝術学部文芸学科卒業。
中学3年の頃から高平哲郎と知合い、高平の紹介により、ライター、放送作家となる。1987年に、川勝正幸、渡辺祐、佐川秀文と事務所「トーテムポール」を結成。
放送作家として活動中の1995年に、ガンのため、42歳で死去。
放送作家の後輩の高橋洋二は、著書『オールバックの放送作家』において、80年代後半のテレビのお笑い／サブカル・シーンをリードしていた存在であったと、加藤を高く評価した。

## 構成

### テレビ
フジテレビ
- ライオンのいただきます
- オレたちひょうきん族
- ライオンのごきげんよう
- 森田一義アワー 笑っていいとも!
- 邦ちゃんのやまだかつてないテレビ
- 冗談画報
- 冗談画報II
- ポンキッキーズ
- シブヤ系うらりんご
- フジサンケイグループ広告大賞

TBS
- 東京イエローページ
- 生生生生ダウンタウン
- 新し者

テレビ朝日
- パオパオチャンネル 木曜日
- 福ぶくろ
- 竹中直人の恋のバカンス
- タモリ倶楽部

よみうりテレビ
- つぶれ荘物語

### ラジオ
文化放送
- 吉田照美のてるてるワイド
- 松田聖子 ピンクのスニーカー （1980年10月 - 1983年3月）
- 少年隊 ジャンピングジャニー少年隊
- 千倉真理

FM福岡
- 永井龍雲 道標ない旅

## ビデオ、CD構成
- ばちかぶり音楽芸者
- 竹中直人　普通の人々
- バットマンのひみつ（ナレーション構成）
- 松尾貴史のニュースCOMステーション23
- BAHO(Char＆石田長生)[EAST vs WEST]
- レベッカライブ
- ポストマン・パット

## 脚本
- 下落合焼とりムービー - ギャグ提供を担当
- 世にも奇妙な物語
- ポストマン・パット

## 舞台演出、構成
- 村松利史プロデュース
- 人生の意味
- ぬるぬる
- 狂っても大好き
- 大堀こういち
- セルフプロデュース「デメタンソロライブ」

## 作詞
- ポストマン・パットのうた

## インタビュー
- ウイークエンドスーバー
- 宝島
- 写真時代

## 編集
- 現代用語事典ブリタモリ 講談社
- 内田裕也俺はロッキンローラー 高平哲郎構成 講談社1976年（のち、廣済堂文庫）
- 写楽